# Dragoljub Milanović

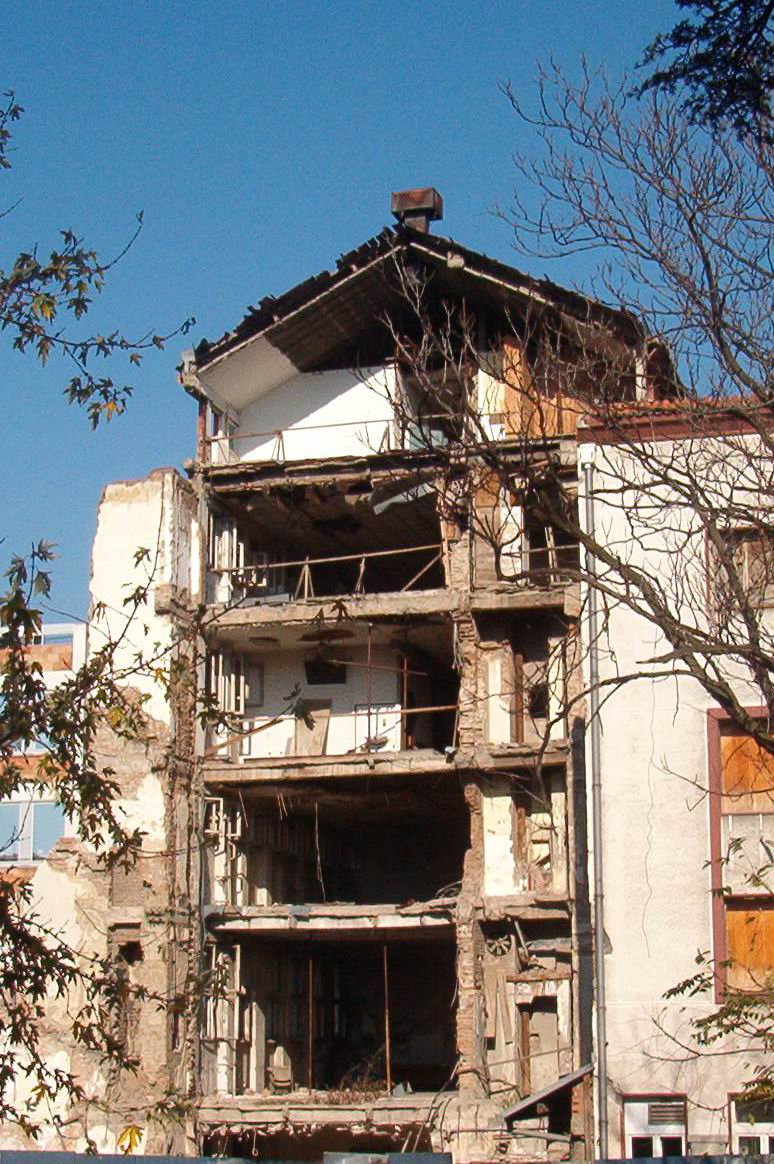
Das zerstörte RTS-Gebäude in Belgrad

Dragoljub Milanović (* 1948 in einem Dorf in der Nähe von Blace, Jugoslawien) ist ein ehemaliger Generaldirektor der Radio-Televizija Srbije (RTS).
Er studierte südslawische Sprache und Literatur an der Universität Priština. Danach war er als Journalist bei RTV Priština sowie bei der in Belgrad erscheinenden Zeitung Politika Ekspres tätig. 1989 wurde er zum geschäftsführenden Sekretär des serbischen Landesverbandes des Bundes der Kommunisten Jugoslawiens gewählt. Ab 1992 war er Chefredakteur der Informationsredaktion von RTS, 1995 wurde er von der serbischen Regierung zum Direktor von RTS ernannt.
Im Kosovokrieg wurde das Gebäude des RTS in Belgrad in der Nacht des 23. April 1999 von der NATO bombardiert, dabei wurden 16 Mitarbeiter Milanovićs getötet und mehrere schwer verletzt. Amnesty International bezeichnete den Angriff als Kriegsverbrechen.
2002 wurde Dragoljub Milanović wegen „Verstoßes gegen die öffentliche Sicherheit“ nach Artikel 194, § 1 und 2 des damaligen Strafgesetzes der Republik Serbien zu zehn Jahren Gefängnis verurteilt. Das Gericht stellte fest, dass er vorgewarnt gewesen war und deshalb die Beschäftigten gemäß den von der Regierung erlassenen Sicherheitsregeln hätte nach Hause schicken müssen. Von politischer Seite wurde Milanović vorgeworfen, absichtlich Mitarbeiter unterer Verantwortungsebenen in Lebensgefahr gebracht zu haben, um die Zahl an zivilen Opfern zu erhöhen und dadurch die NATO zu diskreditieren. Milanović berief sich auf seine Pflicht, den Sendeauftrag zu erfüllen und die Bevölkerung über die Kriegsfolgen zu informieren. Es habe keinen sicheren Arbeitsort gegeben, und er habe sich nicht vorstellen können, dass die NATO absichtlich ein ziviles Ziel bombardiert.
Der Spiegel berichtet im Januar 2000, die NATO habe 24 Stunden zuvor einen bereits eingeleiteten Angriff abgebrochen, als klar geworden sei, dass noch viele RTS-Mitarbeiter über Nacht im Gebäude tätig waren. Anschließend seien unmissverständliche Warnungen übermittelt worden. Als sich daraufhin zahlreiche Mitarbeiter weigerten, zum Nachtdienst zu erscheinen, habe Milanović jedem unentschuldigt Fernbleibenden mit Kündigung gedroht. Amnesty International hingegen behauptet, es habe keine Warnungen gegeben.
In einem separaten Strafverfahren wurde Milanović 2007 wegen Untreue angeklagt. Ihm wurde vorgeworfen, durch vorschriftswidrige Zuteilung von Betriebswohnungen des Senders rund 470.000 Euro an illegalen Zahlungen eingenommen zu haben.
Im September 2010 initiierten Peter Handke und der französische Mediziner Patrick Barriot eine Kampagne zur Freilassung Milanovićs.
Milanović war in Požarevac inhaftiert. Ende August 2012 wurde er entlassen.